# Muzeum Bauhausu w Weimarze
Muzeum Bauhausu w Weimarze (niem. Bauhaus-Museum Weimar) – muzeum poświęcone ruchowi projektowemu Bauhaus, znajdujące się w Weimarze, w Niemczech. Prezentuje zbiory weimarskiej kolekcji o nazwie „State Bauhaus”, założonej w 1919 roku.
Muzeum jest projektem fundacji Klassik Stiftung Weimar i znajduje się w pobliżu Weimarhallenpark. Pierwotnie otwarte w 1995 roku, od kwietnia 2019 roku mieści się w nowym budynku.

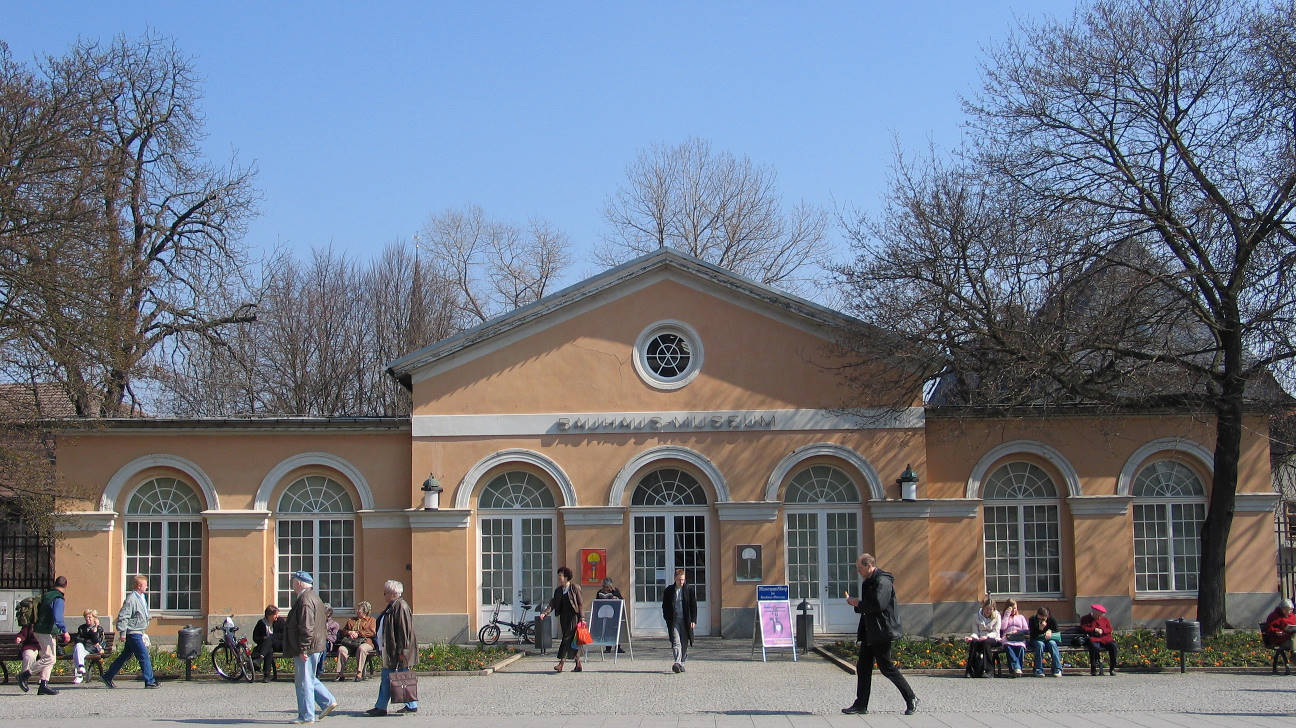
Dawna tymczasowa siedziba muzeum, 2004

## Historia

### Muzeum tymczasowe
W 1995 roku tymczasowe Muzeum Bauhausu mieściło się w dawnej wozowni na Theaterplatz, przebudowanej przez niemieckiego architekta Clemensa Wenzeslausa Coudraya. Wystawiono tam około 250 prac nauczycieli i uczniów szkoły Bauhaus (1919–1933), w tym pionierskie dzieła Waltera Gropiusa, Johannesa Ittena, Lyonela Feiningera i Marcela Breuera.

### Nowa siedziba muzeum
Budowa nowego Muzeum Bauhausu była możliwa dzięki funduszom uzyskanym w ramach specjalnego programu finansowania utworzonego w lipcu 2008 r. przez władze federalne. Dla budowy nowego muzeum wybrano Weimarhallenpark. W międzynarodowym konkursie architektonicznym, zorganizowanym przez Klassik Stiftung Weimar, biura architektoniczne z całego świata złożyły propozycje na budowę nowego Muzeum Bauhausu. Zwycięska propozycja została ogłoszona w marcu 2012 r.
Otwarty międzynarodowy konkurs, zorganizowany wspólnie przez fundację Klassik Stiftung Weimar i miasto Weimar, składał się z dwóch rund. Celem pierwszej rundy było znalezienie odpowiedniej lokalizacji dla nowego Muzeum Bauhausu w złożonym otoczeniu miejskim śródmieścia Weimaru. 1 listopada 2011 r. jury wybrało 27 kandydatów do drugiej rundy. Zostali oni poproszeni o przedstawienie bardziej szczegółowej koncepcji urbanistycznej, architektonicznej i wystroju wnętrz dla nowego Muzeum Bauhausu. Jury składało się z siedemnastu członków i było wspierane przez panel dwunastu niezależnych ekspertów. Konkursem zarządzała firma Schubert/Horst Architekten z Drezna.
Zwyciężył projekt niemieckiej architektki Heike Hanady, która zaprojektowała muzeum w kształcie prostej, betonowej minimalistycznej kostki.
Całkowity koszt projektu wynosi około 22 mln euro.

## Kolekcja
Kolekcja, pierwotnie obejmująca 168 eksponatów, rozrosła się do 13 000 obiektów. Należą do nich m.in. lampa stołowa Wilhelma Wagenfelda i Carla Jakoba Juckera, czajnik Marianne Brandt, krzesło z listewkami Marcela Breuera, ceramika Theodora Boglera i dywany Gunty Stölzl i Gertrud Arndt, a także prace Paula Klee, Petera Kelera i László Moholy-Nagya.

## Galeria

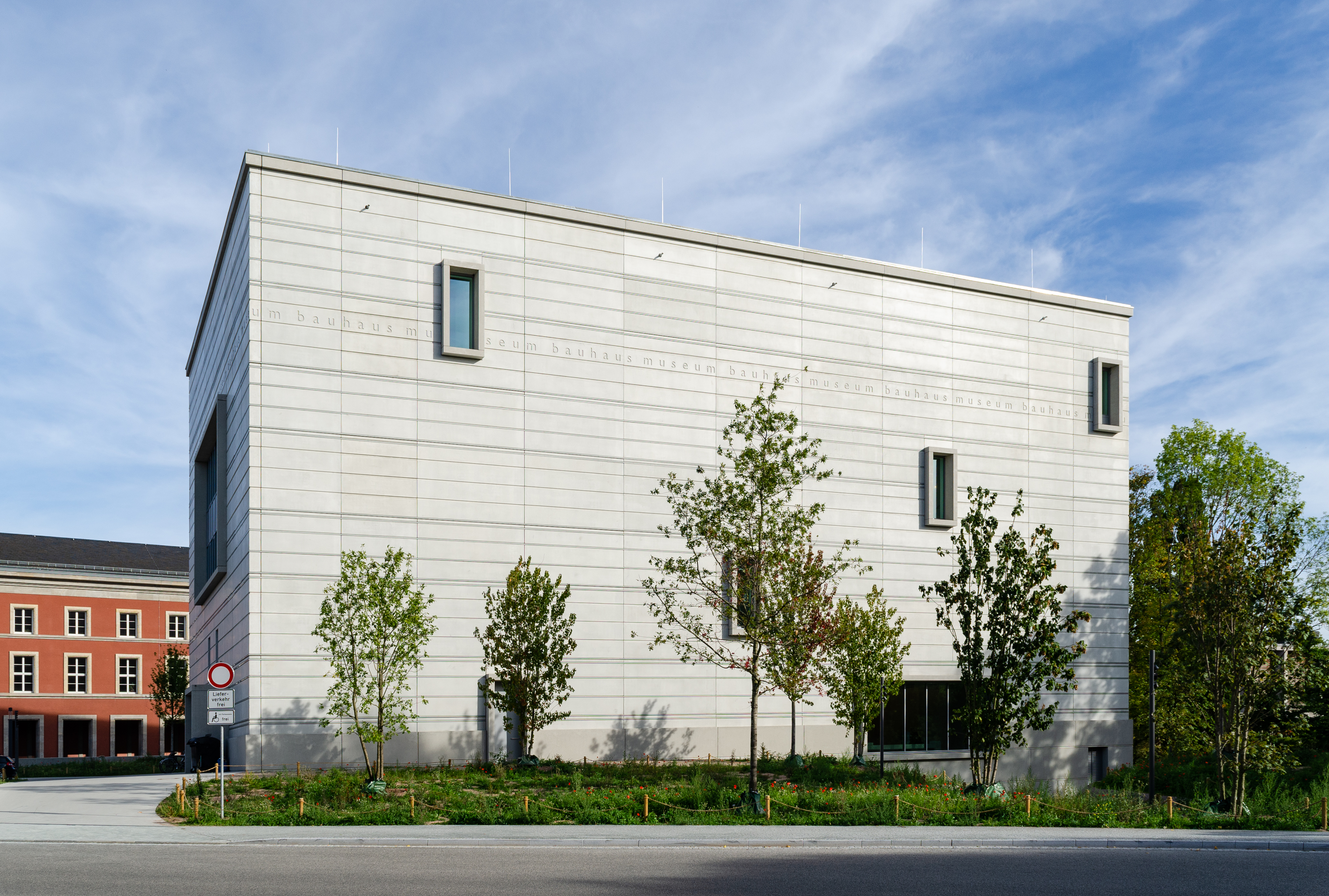
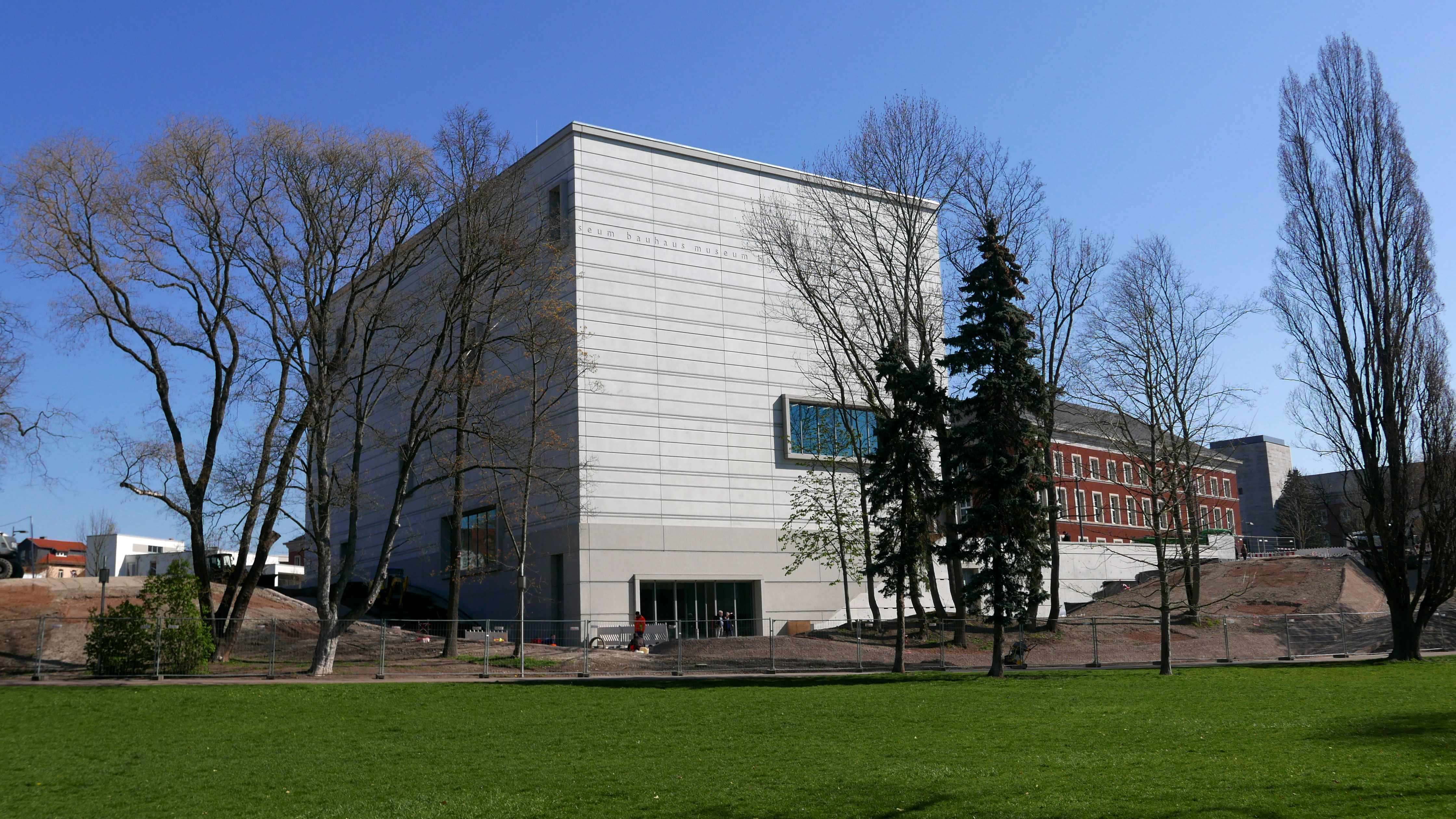
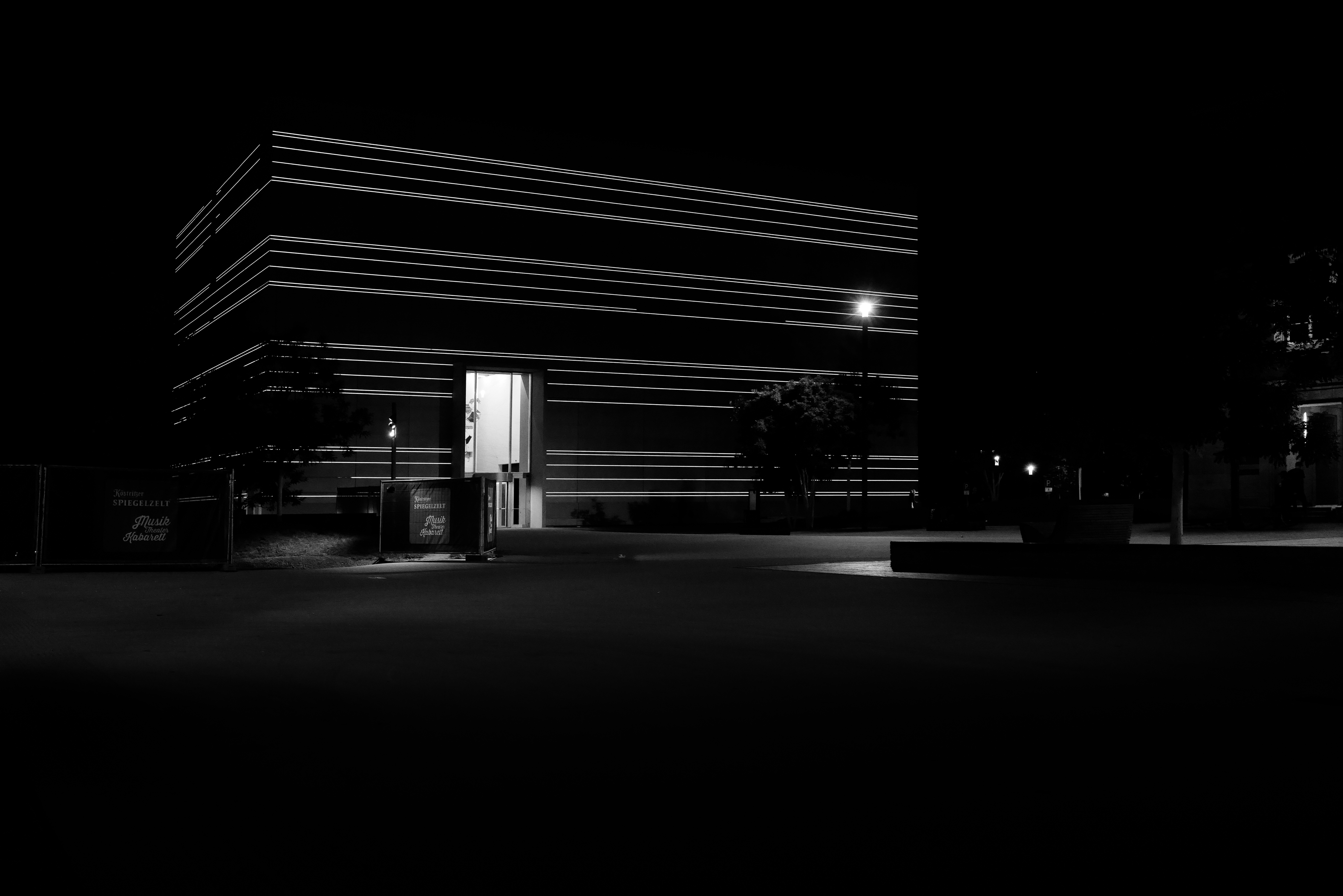
Muzeum nocą
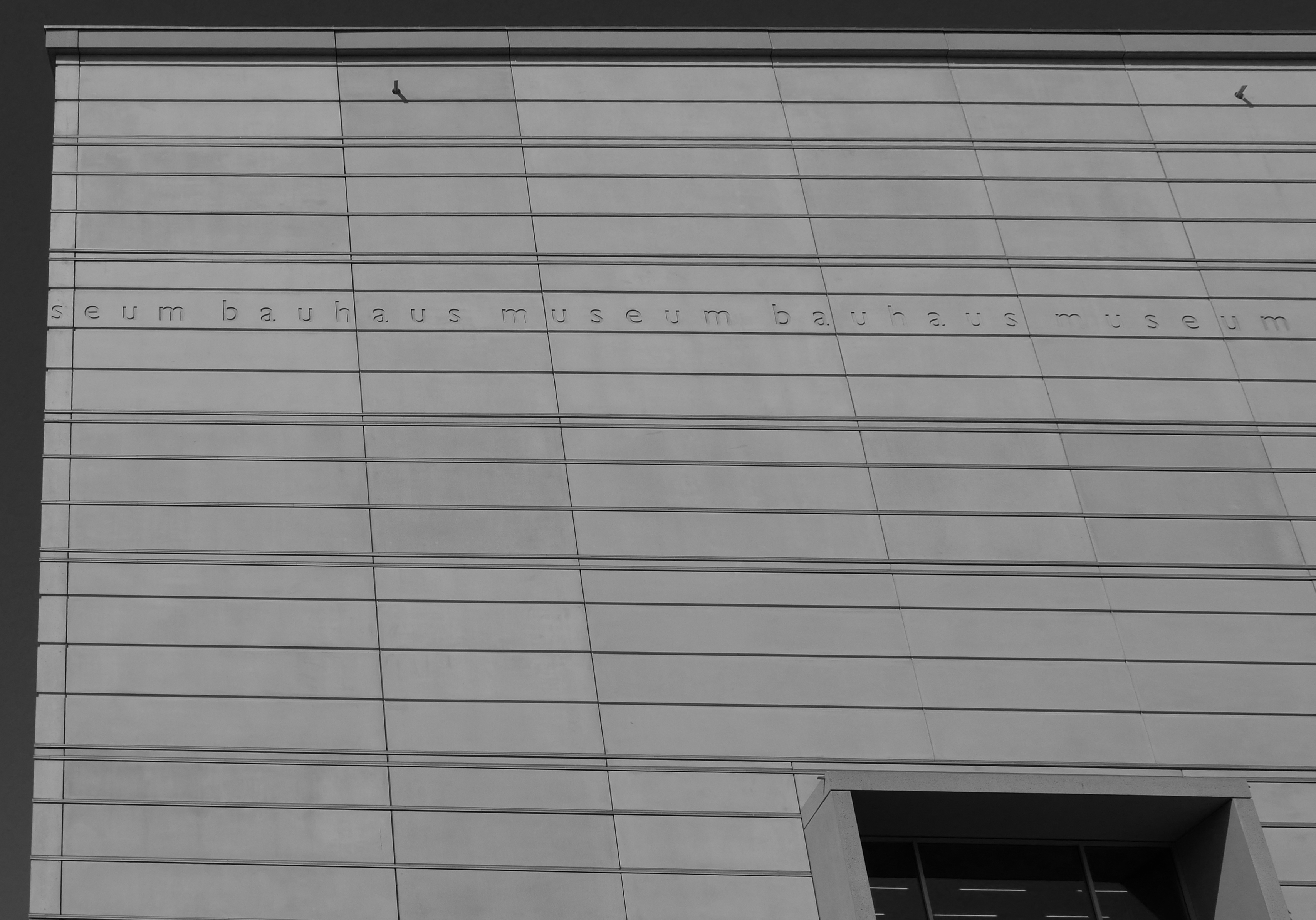
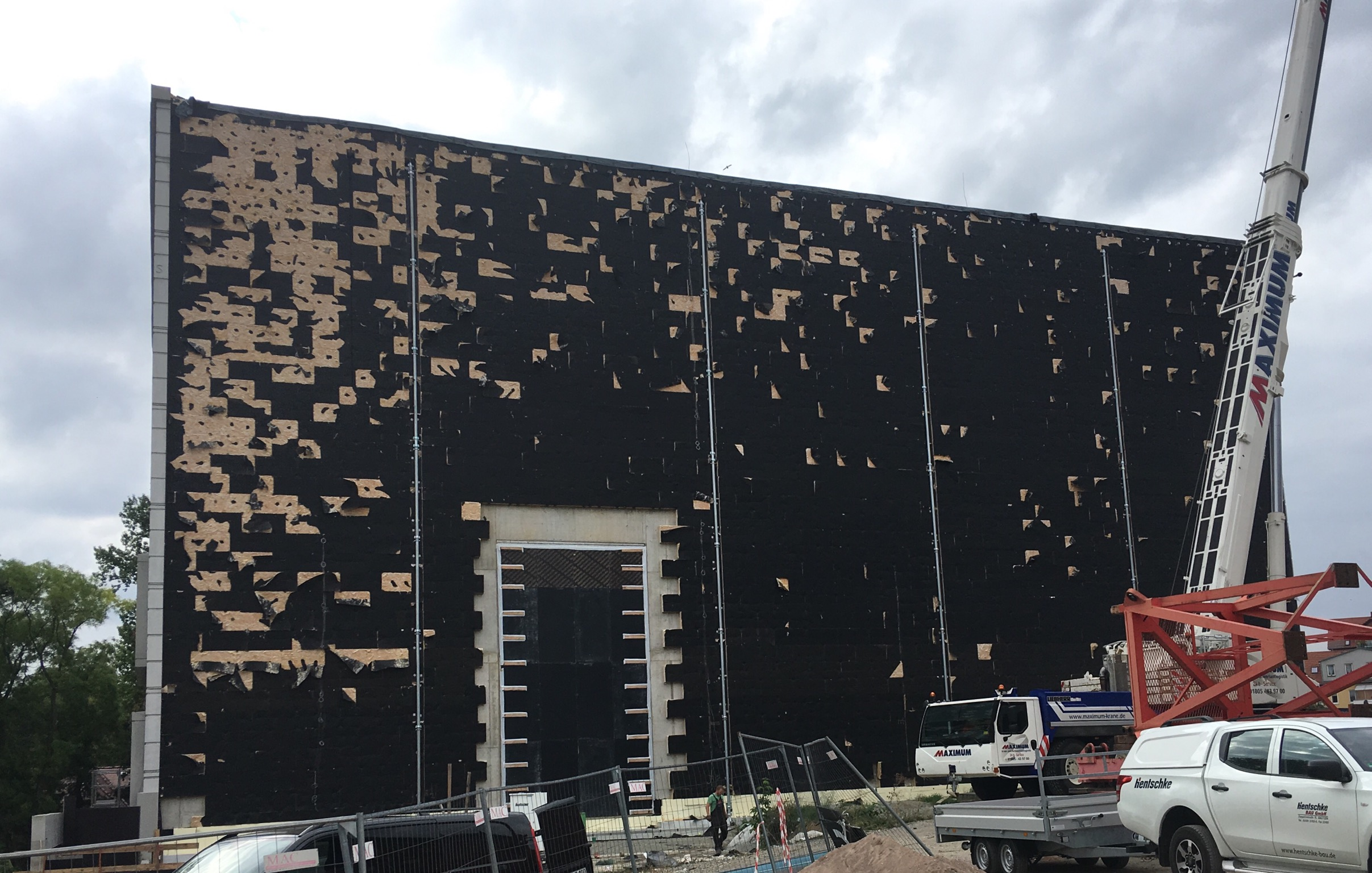
Muzeum w budowie
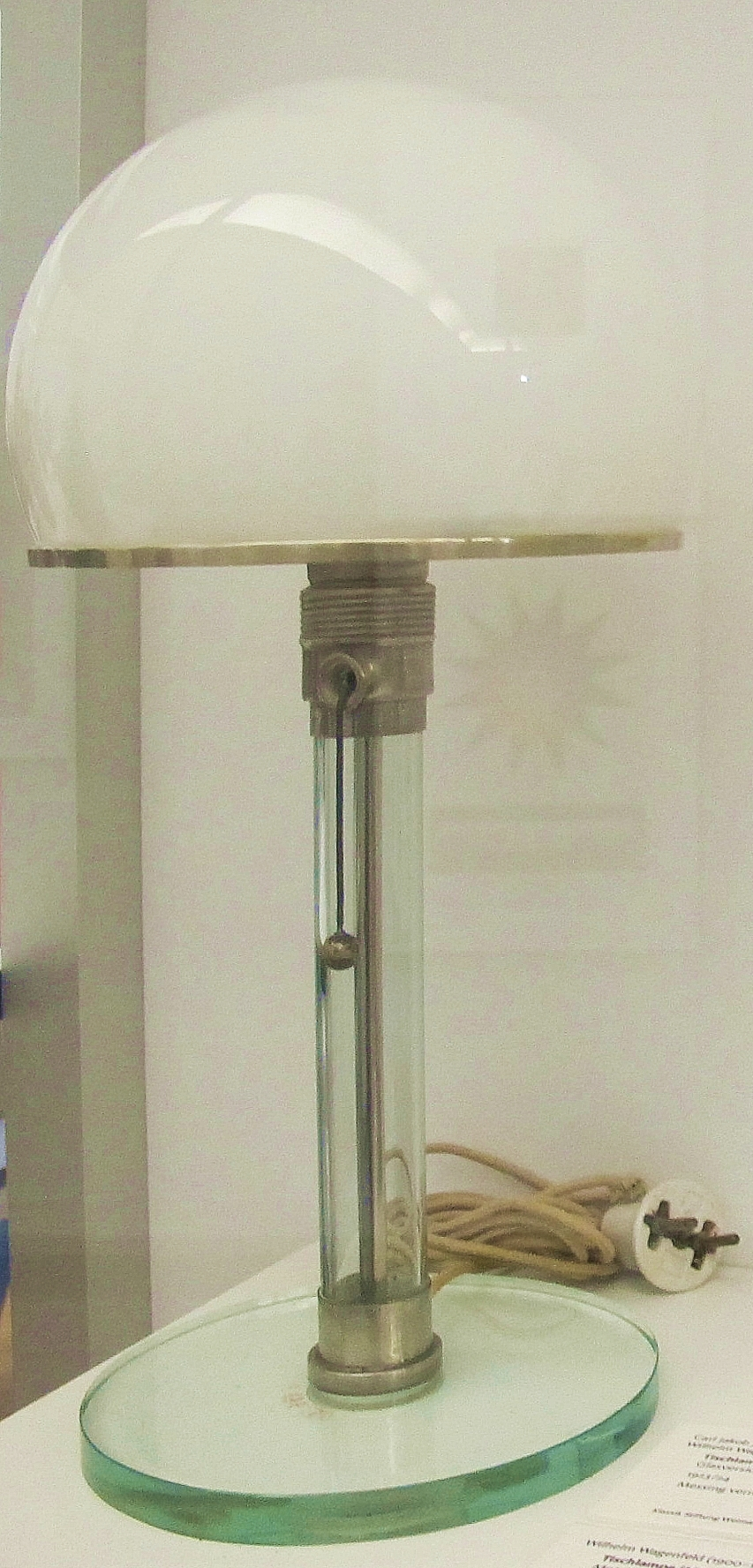
Lampa stołowa Wilhelma Wagenfelda i Carla Jakoba Juckera
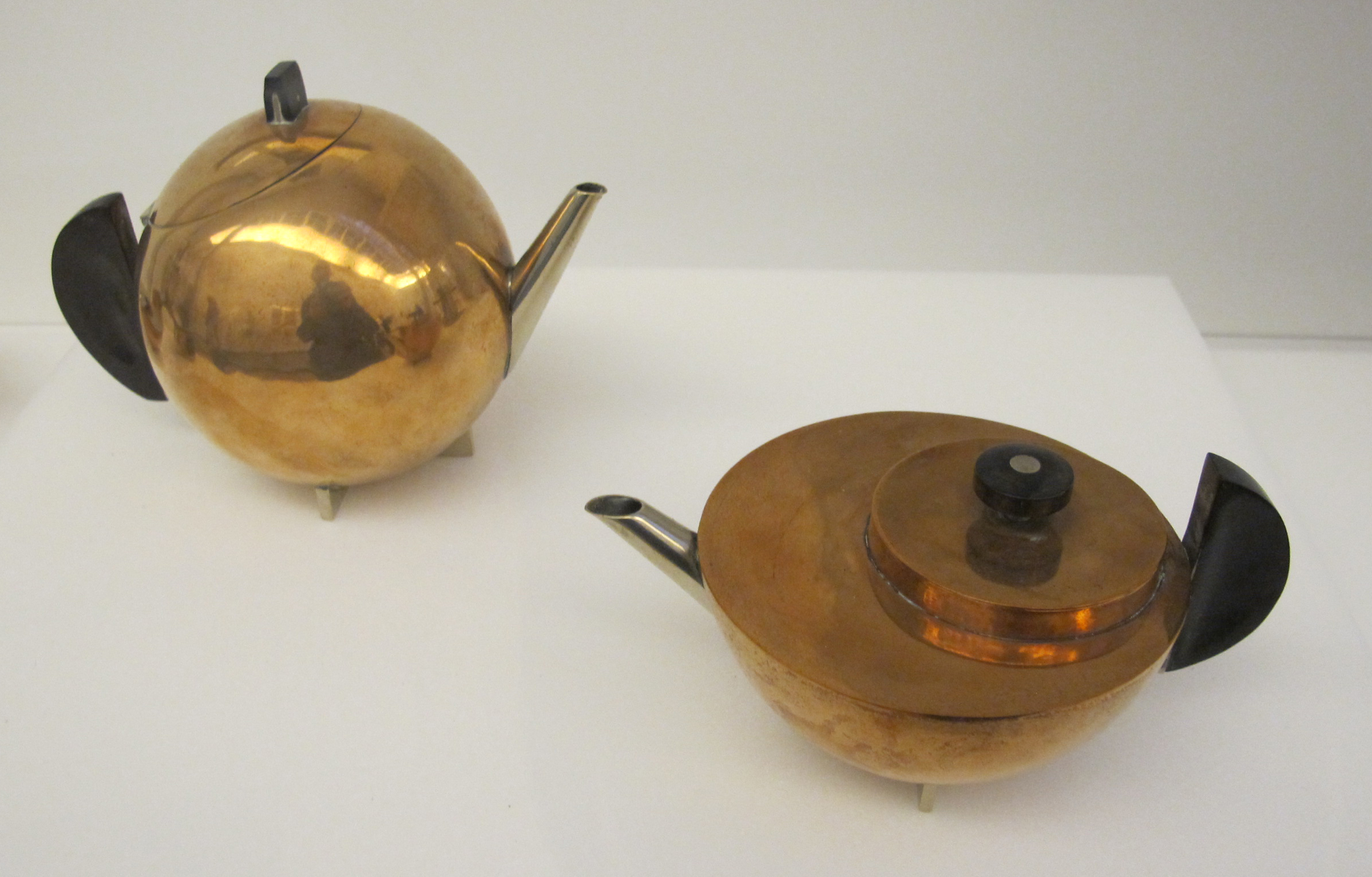
Czajnik Marianne Brandt